# Тадеуш Петшак
Тадеуш Вацлав Петшак (пол. Tadeusz Wacław Pietrzak; 27 серпня 1926, Пацина — 10 березня 2014, Варшава) — польський генерал і комуністичний політик, головний комендант громадянської міліції у 1965—1971 роках, заступник міністра внутрішніх справ ПНР у 1968—1978 роках. Ветеран антинацистської боротьби, боєць Гвардії Людової та Армії Людової. Активний учасник придушення антикомуністичного підпілля. Один з авторів рішення про застосування збройної сили проти робітничих протестів у грудні 1970 року. З 1978 до 1983 рік — посол ПНР в УНР. Був знаний також як функціонер організації мисливців.

## Боєць-комуніст
Народився у сільській сім'ї з гміни Пацина Гостинінського повіту. У 1942 році, у 16-річному віці, приєднався до боротьби проти нацистських окупантів. Вступив у комуністичну ПРП, воював у складі Гвардії Людової та Армії Людової (батальйон «Четвертаки»). З 1948 року перебував у ПОРП. Брав участь у боях і нападах підпільників на окупантів і колабораціоністів, відзначився у низці операцій.
У 1945 році Петшак вступив на службу у громадянську міліцію. Служив в Ополе, Отвоцьку, Катовицях, Варшаві. Займався придушенням антикомуністичного збройного підпілля, брав участь у боях з Національними збройними силами (NSZ). Відрізнявся у розправах з оточеними та полоненими бойовиками. Під час одного з бойових зіткнень в Ополе Петшак закидав гранатами будинок, де перебували оточені бійці NSZ — загинули тридцять осіб.

## Кар'єра в силових структурах
У 1950 році Тадеуш Петшак отримав звання майора. У 1953—1954 роках — комендант громадянської міліції Варшави. У 1954—1956 роках — комендант громадянської міліції Познані у званні підполковника. На цей період припало військове придушення Познанського робітничого повстання.
У 1956 році перейшов на армійську службу. До 1957 року був заступником начальника Головного управління інформації (створеного за участю радянської спецслужби). У 1957—1961 роках — у званні полковника заступник начальника Військової внутрішньої служби (військова контррозвідка). З 1961 до 1963 рік — заступник начальника Оперативного управління Генерального штабу.
У 1963 році Петшак у званні генерала бригади повернувся в систему МВС. До 1965 року командував внутрішніми військами МВС — Військами охорони прикордоння та Корпусом внутрішньої безпеки.
20 липня 1965 року Петшака призначено головним комендантом громадянської міліції ПНР. З 1968 року обіймав посаду заступника міністра внутрішніх справ (міністром був Мечислав Мочар, потім — Казімєж Світала, Францишек Шляхциц, Веслав Очепка, Станіслав Ковальчик). Був кандидатом у члени ЦК ПОРП.

## Політик жорсткої лінії
Генерал Тадеуш Петшак був помітною фігурою силової ієрархії ПОРП. Положення керівника міліції забезпечувало йому серйозний політичний вплив. Петшак примикав до прихильників жорсткої лінії, до сталінських фракцій «натолінців» і «партизан», орієнтувався на Мечислава Мочара. Послідовно виступав за посилення адміністративно-силового контролю над суспільством, придушення будь-якої опозиції, ідеологічний тиск на кшталт націонал-комунізму.
Під командуванням Петшака міліція придушувала робітничі виступи у Познані червня 1956 року. Як заступник міністра внутрішніх справ у серпні 1968 року, під час чехословацьких подій, генерал Петшак організовував розшук й арешти польських студентів, які розповсюджували листівки на підтримку Празької весни.
У грудні 1970 року у містах Балтійського узбережжя піднялися робітничі протести проти підвищення цін. Генерал Петшак як головний комендант цивільної міліції брав участь у нараді у першого секретаря ЦК ПОРП Владислава Гомулки. Підтримав рішення про застосування збройної сили, внаслідок якого загинули десятки людей. На нараді комендантів висловлював глибоке задоволення діями міліції та ЗОМО, називав їх «героїчними» та «самовідданими».
Грудневі події спричинили зміну партійно-державного керівництва. Гомулка пішов у відставку, Мочара знято з опіки силових структур. Новий перший секретар ЦК Едвард Герек віддавав перевагу соціальному маневруванню замість силового придушення. 31 серпня 1971 року Тадеуш Петшак пішов з посади головного коменданта громадянської міліції (його змінив Казімеж Хойнацький).

## Дипломат і мисливець
До лютого 1978 року Петшак формально залишався заступником міністра внутрішніх справ, але вже не брав участь у прийнятті політичних рішень. На VII з'їзді ПОРП у 1975 році його не включено до складу кандидатів у члени ЦК. У 1979 році залишив посаду заступника голови Союзу борців за свободу та демократію, яку обіймав протягом десяти років.
У 1978 році Петшака переведено на дипломатичну службу та направлено послом до Угорщини. Залишався на цій посаді до 1983 року. Повернувшись із Будапешта, Петшак вийшов на пенсію.
Після відходу з держслужби Петшак зосередився на діяльності у ветеранських організаціях і у Польському союзі мисливців. Він був відомий як великий любитель і професійний знавець полювання. У цьому питанні Петшак навіть йшов на конфлікти з партійно-державними органами, обстоюючи автономію мисливського союзу. Був членом Міжнародної ради полювання, до 1990 року обіймав посаду віцеголови комісії з міграції птахів.
Тадеуш Петшак — автор кількох історичних робіт про збройну боротьбу Гвардії Людової й Армії Людової (найвідоміша книга «Podziemny front» — «Підпільний фронт»).

## Похоронний конфлікт
Помер Тадеуш Петшак у віці 87 років.
Питання про похорон Петшака викликав суспільний конфлікт. Спочатку планувалося надати похованню офіційного статусу, у присутності представників Війська Польського. Це викликало різкі протести антикомуністичних активістів і ветеранів підпілля. Вони нагадували про участь Петшака у каральних операціях другої половини 1940-х років, про його службу в «сталінському» управлінні інформації, про причетність до грудневого кровопролиття 1970-х років. Асоціація ветеранів NSZ вимагала позбавити Петшака ордену Virtuti Militari.
Влада Польщі погодилася з цими доводами. Похорон Тадеуша Петшака мав приватний характер, без військового обряду. Похований Петшак на цвинтарі Військові Повонзки.